# 文化釀酒廠

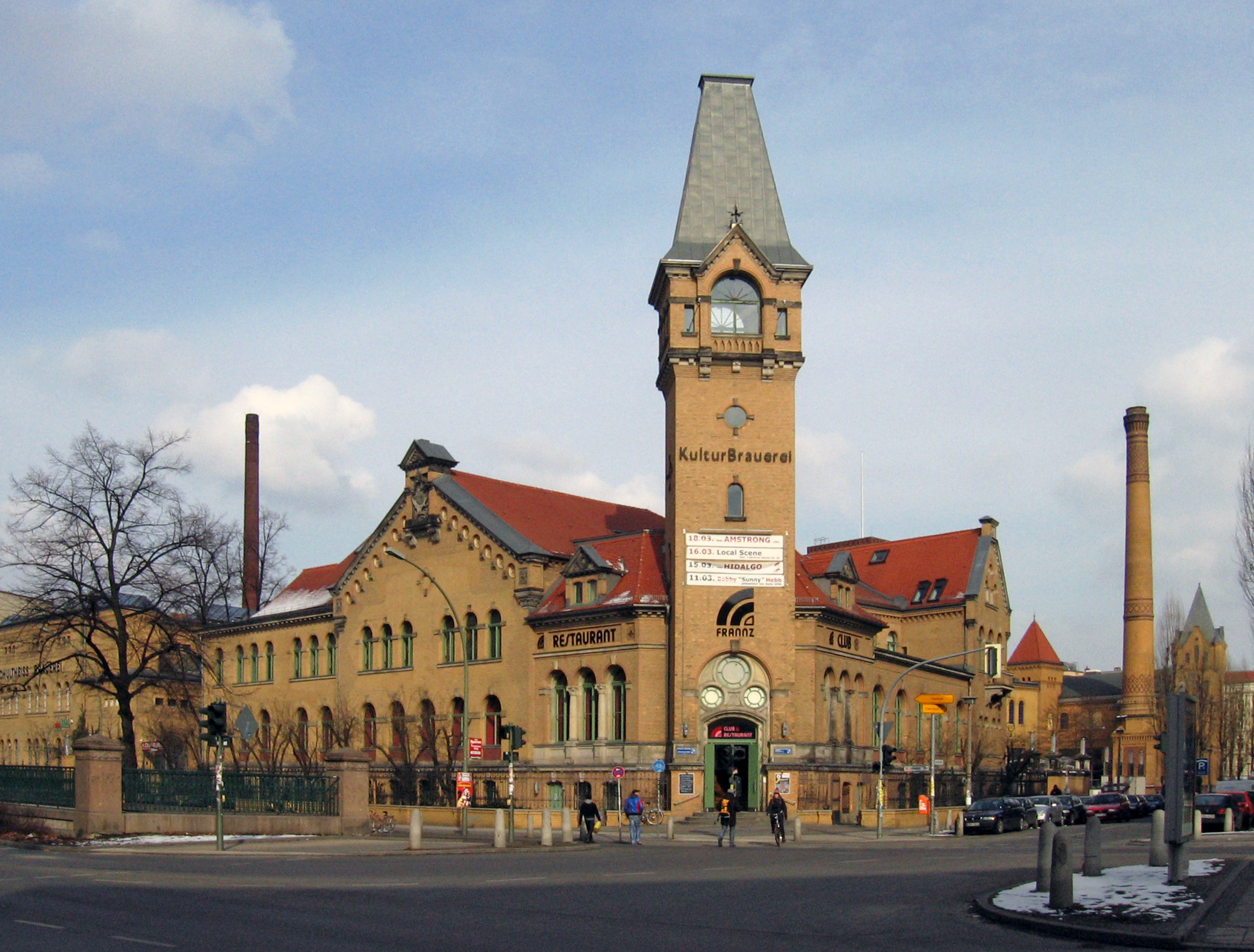
文化釀酒廠

文化釀酒廠（Kulturbrauerei）是位於德國柏林的一座建築群，面積25,000平方（270,000平方英尺）。這裡曾經是一座啤酒廠。 自1974年開始，這裡因其獨特的建築外觀和成為歷史保護建築，並且是得到完好保存的19世紀末期柏林工業建築之一。現在這裡經常作為活動場地使用。

## 外部連結
- Kulturbrauerei website （页面存档备份，存于） (English version)
- Berlin on Bike website （页面存档备份，存于）

52°32′20″N 13°24′49″E / 52.53889°N 13.41361°E